# Wrocław Outlaws
I Wrocław Outlaws sono stati una squadra di football americano di Breslavia, in Polonia. Fondati nel 2013, hanno vinto un titolo nazionale di terzo livello.
Sono stati radiati dalla PLFA nel 2017 a causa del mancato pagamento della multa dovuta al ritiro dal proprio torneo della squadra giovanile, obbligatoria per le squadre del massimo campionato.

## Dettaglio stagioni

### Tornei nazionali

#### Topliga
| Stagione | regular season | regular season | regular season | regular season | regular season | regular season | playoff | playoff | playoff | playoff | playoff | playoff   | playoff    |
|          | Vin            | Par            | Per            | Tot            | PF             | PS             | Vin     | Per     | Tot     | PF      | PS      | risultato | avversaria |
| -------- | -------------- | -------------- | -------------- | -------------- | -------------- | -------------- | ------- | ------- | ------- | ------- | ------- | --------- | ---------- |
| 2017     | 0              | 0              | 6              | 6              | 12             | 230            | -       | -       | -       | -       | -       | -         | -          |
| Totale   | 0              | 0              | 6              | 6              | 12             | 230            | -       | -       | -       | -       | -       |           |            |

Fonti: Enciclopedia del Football - A cura di Roberto Mezzetti

#### PLFA I
| Stagione | regular season | regular season | regular season | regular season | regular season | regular season | playoff | playoff | playoff | playoff | playoff | playoff         | playoff      |
|          | Vin            | Par            | Per            | Tot            | PF             | PS             | Vin     | Per     | Tot     | PF      | PS      | risultato       | avversaria   |
| -------- | -------------- | -------------- | -------------- | -------------- | -------------- | -------------- | ------- | ------- | ------- | ------- | ------- | --------------- | ------------ |
| 2016     | 7              | 0              | 1              | 8              | 329            | 94             | 2       | 1       | 3       | 128     | 81      | Finale/Promossi | Kozły Poznań |
| Totale   | 7              | 0              | 1              | 8              | 329            | 94             | 2       | 1       | 3       | 128     | 81      |                 |              |

Fonti: Enciclopedia del Football - A cura di Roberto Mezzetti

#### PLFA II
| Stagione | regular season | regular season | regular season | regular season | regular season | regular season | playoff | playoff | playoff | playoff | playoff | playoff          | playoff        |
|          | Vin            | Par            | Per            | Tot            | PF             | PS             | Vin     | Per     | Tot     | PF      | PS      | risultato        | avversaria     |
| -------- | -------------- | -------------- | -------------- | -------------- | -------------- | -------------- | ------- | ------- | ------- | ------- | ------- | ---------------- | -------------- |
| 2014     | 4              | 0              | 2              | 6              | 161            | 97             | 0       | 1       | 1       | 12      | 16      | Quarti di finale | Silesia Rebels |
| 2015     | 6              | 0              | 0              | 6              | 275            | 18             | 3       | 0       | 3       | 92      | 0       | Campioni         | Warsaw Dukes   |
| 2015     | 0              | 0              | 6              | 6              | 10             | 260            | -       | -       | -       | -       | -       | -                | -              |
| Totale   | 10             | 0              | 8              | 18             | 446            | 375            | 3       | 1       | 4       | 104     | 16      |                  |                |

Fonti: Enciclopedia del Football - A cura di Roberto Mezzetti

### Riepilogo fasi finali disputate
| Anno              | Luogo     | Evento  | Fase del torneo      | Incontro                         | Risultato |
| 21 settembre 2014 | Katowice  | PLFA II | Quarti di finale     | Silesia Rebels - Wrocław Outlaws | 16 - 12   |
| 24 ottobre 2015   | Breslavia | PLFA II | Finale               | Wrocław Outlaws - Warsaw Dukes   | 22 - 0    |
| 31 luglio 2016    | Poznań    | PLFA I  | Spareggio promozione | Kozły Poznań - Wrocław Outlaws   | 0 - 49    |

## Palmarès
- 1 PLFA II (2015)